# Saint-Étienne-de-Tinée
Saint-Étienne-de-Tinée (okzitanisch Sant Estève d'en Tiniá, italienisch Santo Stefano di Tinea bzw. Santo Stefano Monti) ist eine französische Gemeinde mit 1269 Einwohnern (Stand 1. Januar 2022) im Département Alpes-Maritimes in der Region Provence-Alpes-Côte d’Azur. Sie gehört zum Arrondissement Nizza, zum Kanton Tourrette-Levens und ist Mitglied im Gemeindeverband Métropole Nice Côte d’Azur. Die Bewohner nennen sich Stéphanois.

## Geographie
Saint-Étienne-de-Tinée ist die nördlichste Gemeinde des Départements Alpes-Maritimes. Sie liegt in den französischen Seealpen. Sie grenzt im Nordosten an Argentera in Italien, im Südosten an Isola, im Süden an Beuil, Péone und Guillaumes (Berührungspunkt), im Südwesten an Châteauneuf-d’Entraunes, im Westen an Entraunes und Saint-Dalmas-le-Selvage sowie im Nordwesten an Jausiers und Val d’Oronaye.
In der Gemeindegemarkung entspringt der Fluss Tinée.

## Bevölkerungsentwicklung
| Jahr      | 1962 | 1968 | 1975 | 1982 | 1990 | 1999 | 2008 | 2014 |
| --------- | ---- | ---- | ---- | ---- | ---- | ---- | ---- | ---- |
| Einwohner | 1505 | 1549 | 1700 | 1780 | 1783 | 1528 | 1324 | 1385 |

## Sehenswürdigkeiten
Siehe: Liste der Monuments historiques in Saint-Étienne-de-Tinée

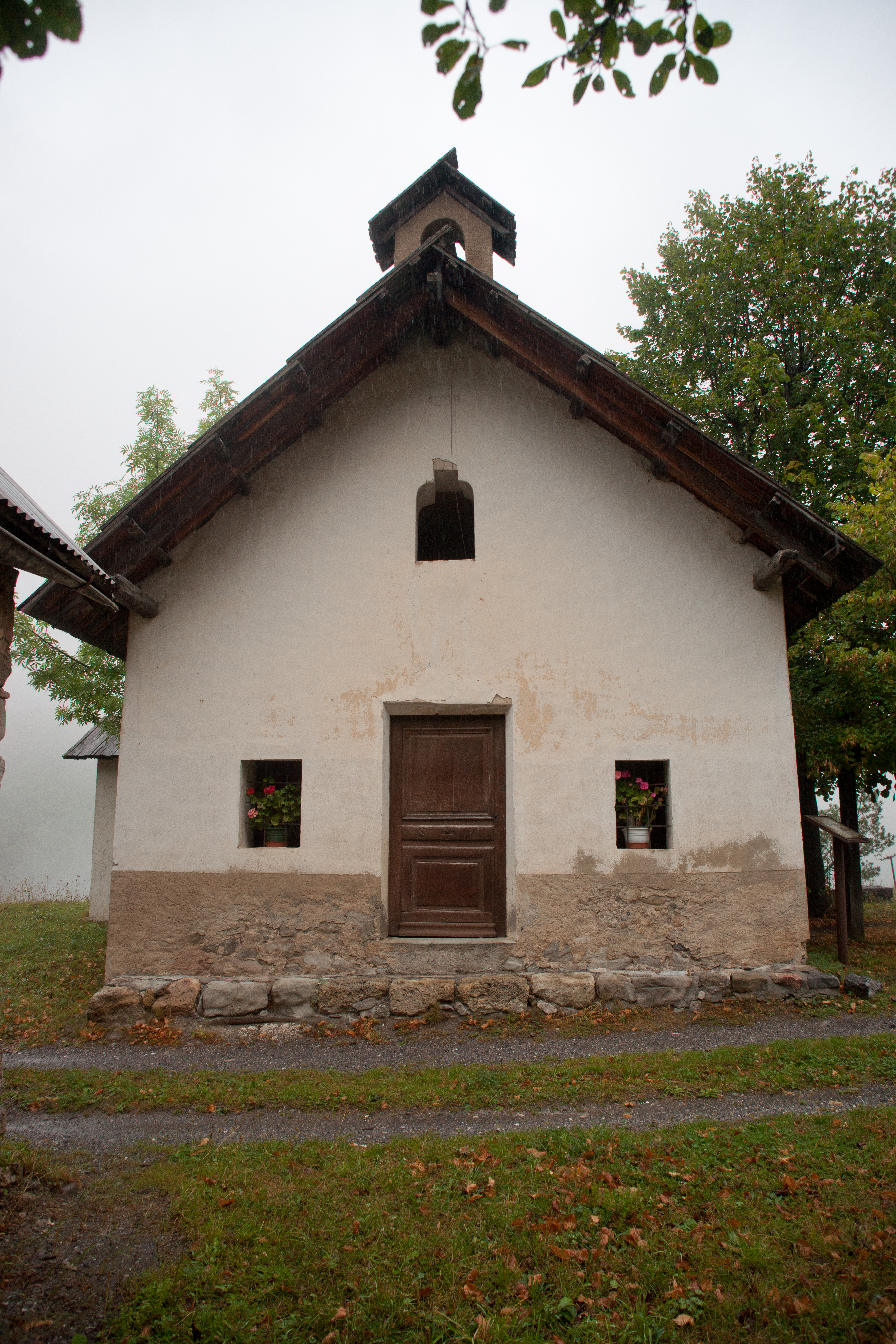
Kapelle Saint-Maur, Monument historique
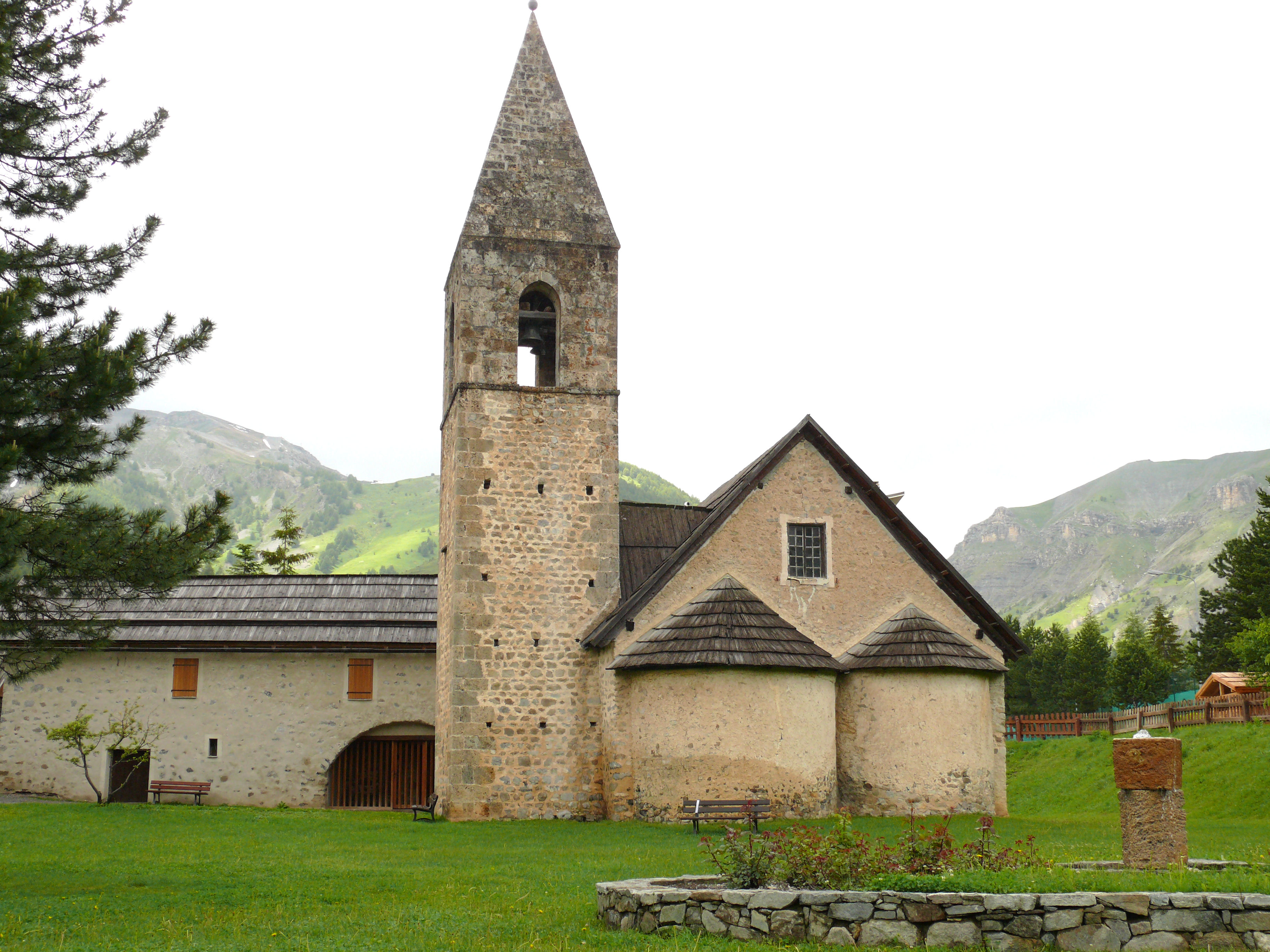
Kapelle Saint-Erige in Auron, Monument historique
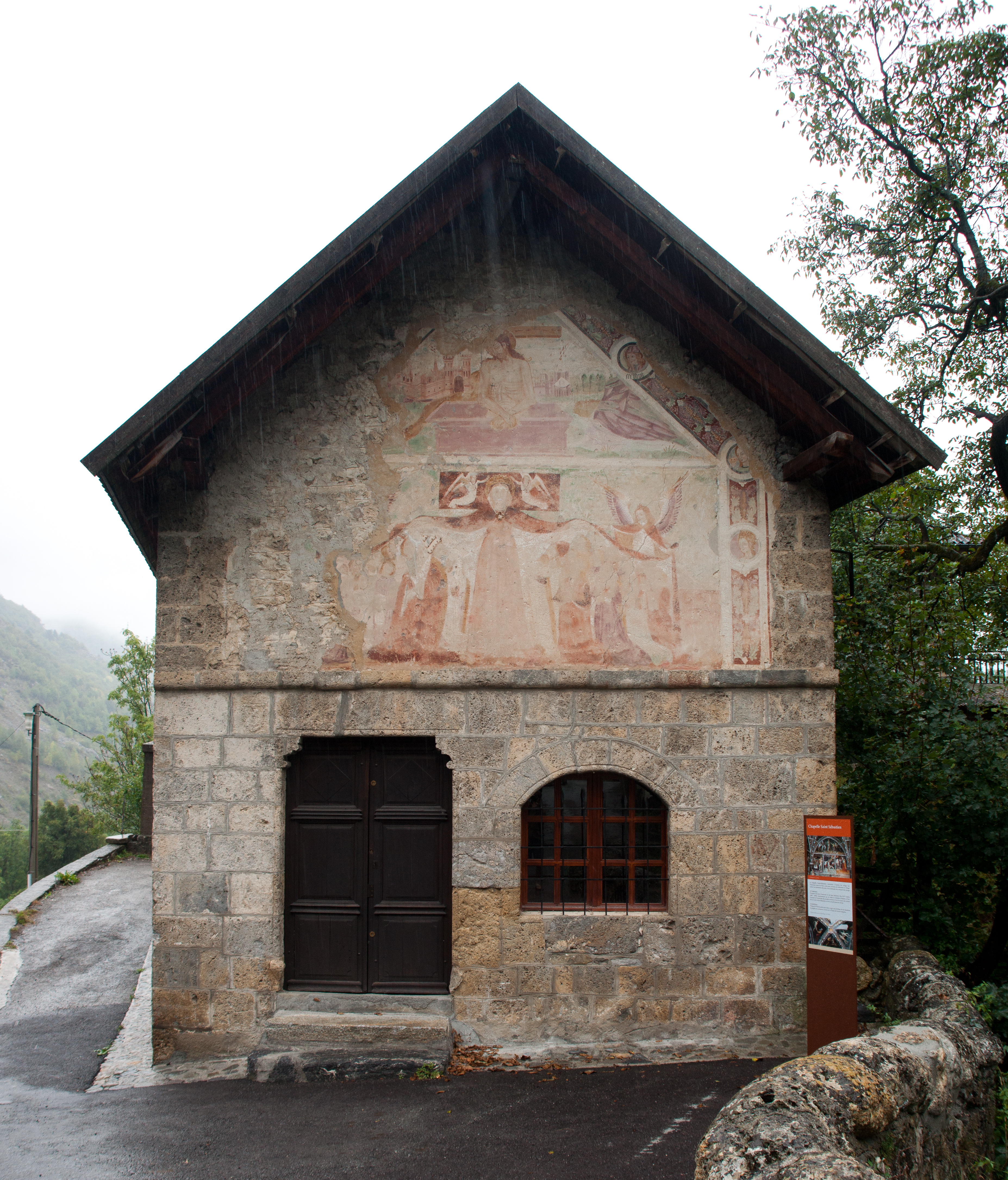
Kapelle Saint-Sébastien, Monument historique
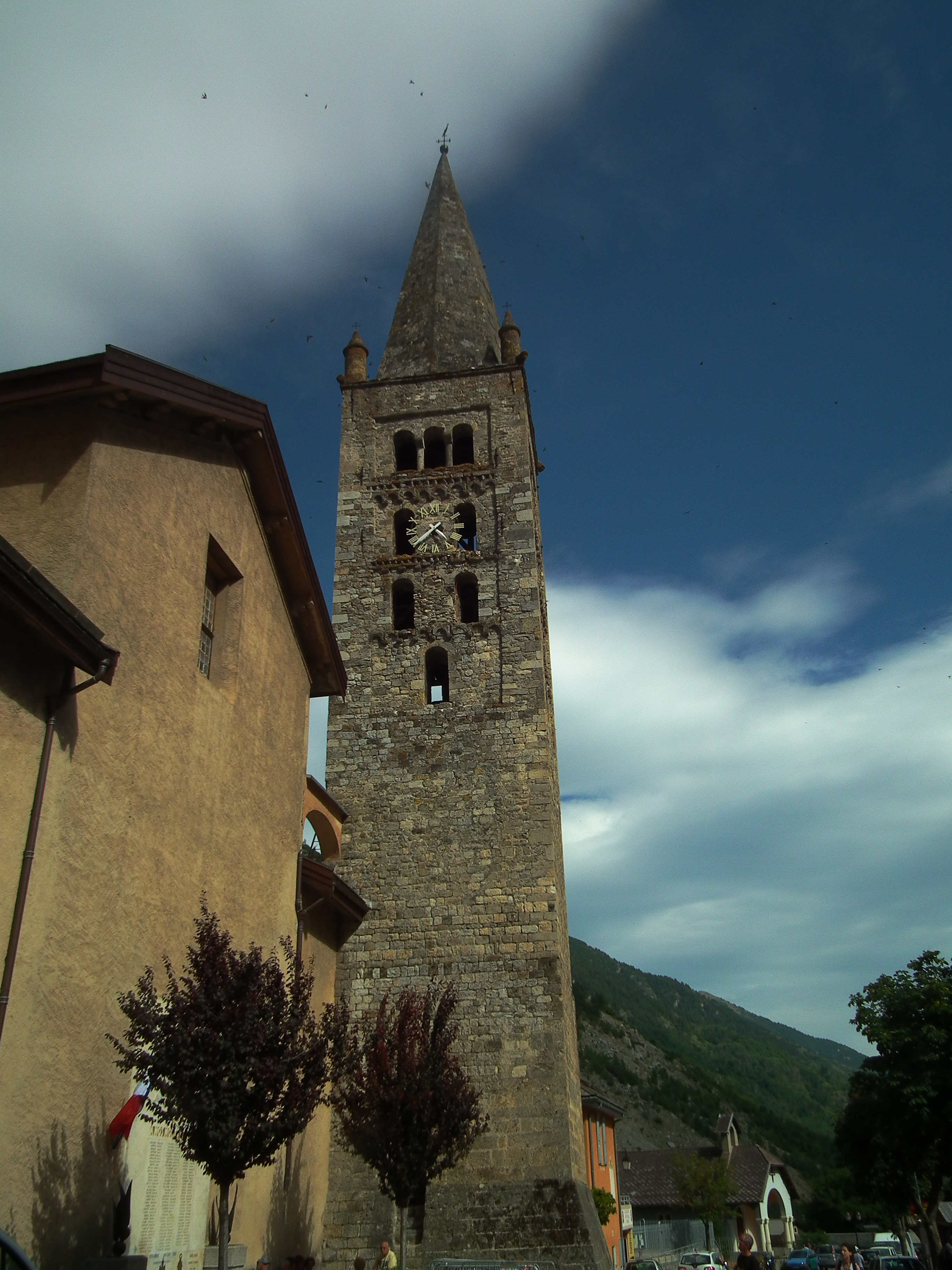
Turm der Kirche Saint-Étienne, Monument historique
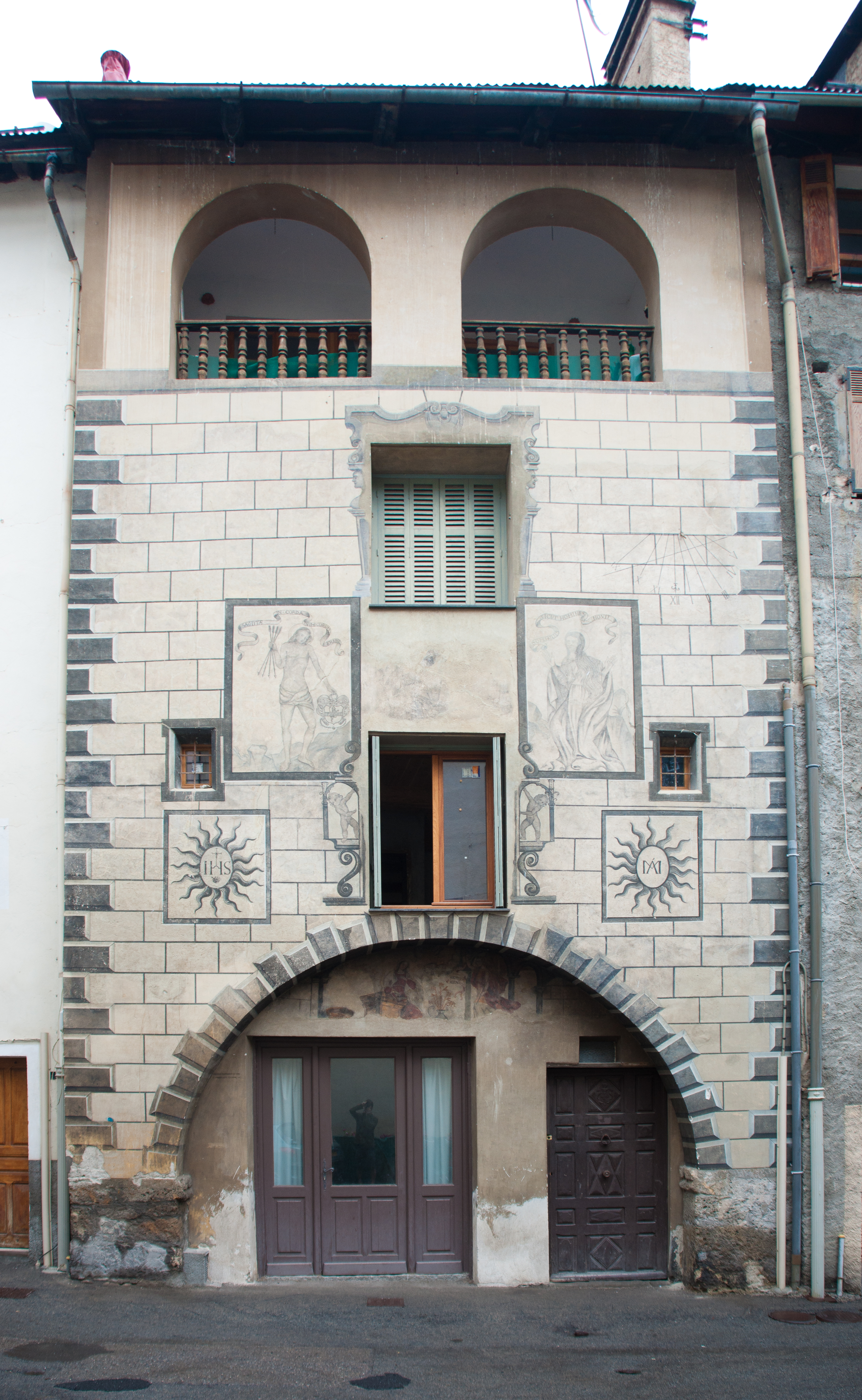
Haus von Sébastien Fabri, Monument historique
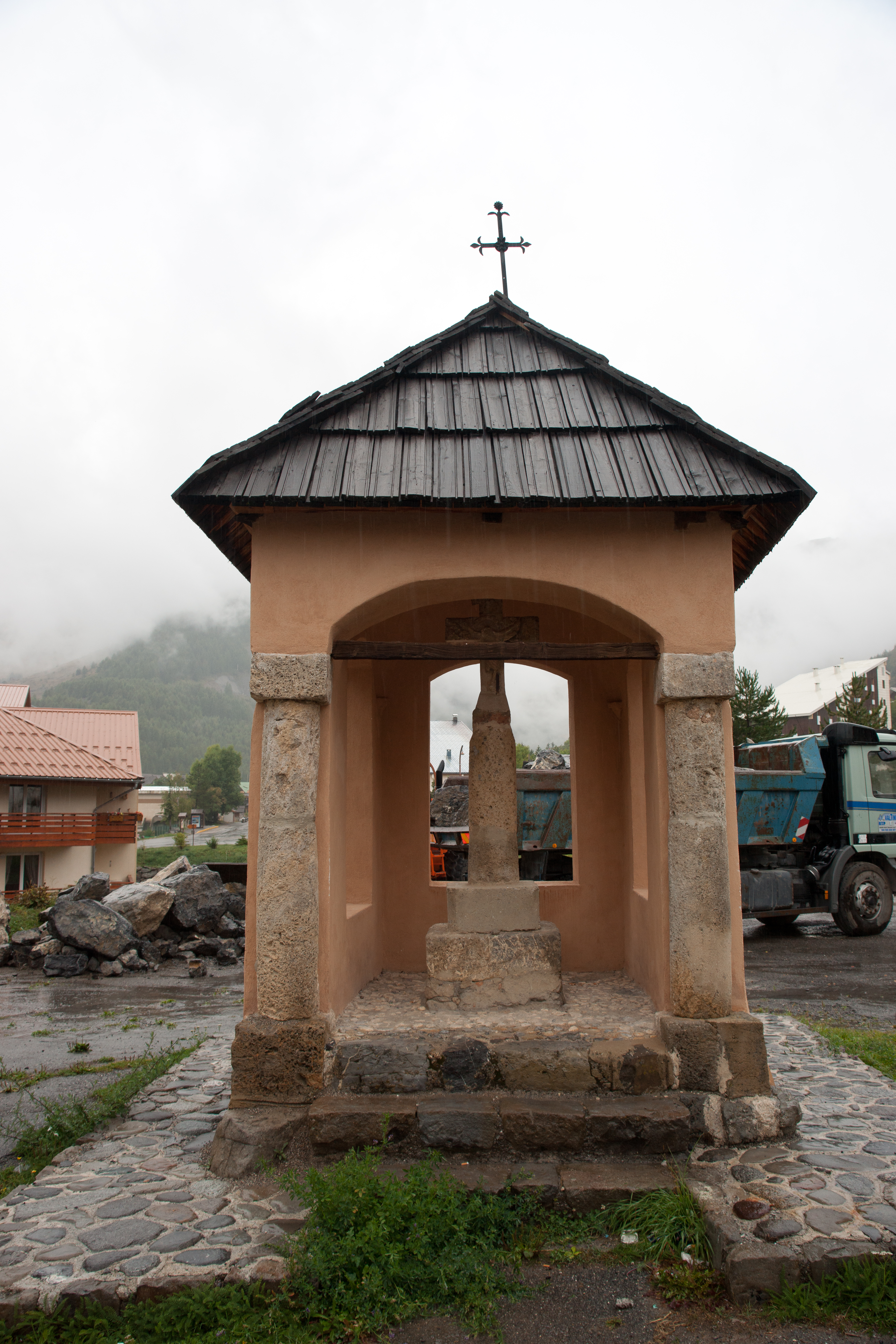
Oratorium, Monument historique

## Flugunfall 1954
Am 4. März 1954 wurde eine Douglas DC-3/C-47A-45-DL der United States Air Force (USAF) (Luftfahrzeugkennzeichen 42-24096) nahe Saint-Étienne-de-Tinée in einer Höhe von 8000 Fuß (2440 Metern) in eine Bergflanke geflogen. Die Maschine war auf dem Weg von Tripolis über Rom zum Militärflugplatz Hahn (Rheinland-Pfalz). Das Flugzeug war vom vorgeschriebenen Kurs abgedriftet, und es war keine Korrektur der Windabdrift vorgenommen worden. Durch diesen CFIT (Controlled flight into terrain) wurden alle 20 Insassen getötet, vier Besatzungsmitglieder und 16 Passagiere.